# Mikołaj Łopuski
Mikołaj Łopuski (* 24. Dezember 1985 in Gdynia) ist ein ehemaliger polnischer Eishockeyspieler. Er nahm mit der polnischen Nationalmannschaft an zehn Weltmeisterschaften der Division I teil. Mit dem GKS Tychy wurde er 2015 polnischer Landesmeister.

## Karriere

### Club
Mikołaj Łopuski begann seine Karriere in der Jugendabteilung von Stoczniowiec Gdańsk. Von dort wechselte er in die Nachwuchsakademie des polnischen Eishockeyverbandes Szkoła Mistrzostwa Sportowego, für die er 2002 bis 2004 in der zweitklassigen I liga spielte. Anschließend zog es ihn nach Tschechien, wo er zunächst in der U20 des HC Ytong Brno und dann beim HC Slovan Ústí nad Labem, wo er nicht nur in der U20 spielte, sondern auch in der 1. Liga, der zweithöchsten tschechischen Spielklasse, eingesetzt wurde, die er mit seiner Mannschaft gewinnen konnte. Die Spielzeit 2006/07 verbrachte er in der slowakischen Extraliga beim MHk 32 Liptovský Mikuláš. Nach den ersten Spielen der Folgesaison kehrte er zu seinem Stammverein Stoczniowiec Gdańsk zurück, für den er bis 2009 in der Ekstraliga spielte. Anschließend zog es ihn zum KS Cracovia, mit dem er 2011 polnischer Landesmeister werden konnte. Trotzdem verließ er das Team aus der kleinpolnischen Universitätsstadt nach diesem Erfolg und spielte die folgenden beiden Jahre zunächst bei Aksam Unia Oświęcim und dann beim GKS Tychy, für den er in der Spielzeit 2012/13 Torschützenkönig der Ekstraliga wurde. Im Sommer 2013 wechselte er zum Ekstraliga-Aufsteiger KTH Krynica, den er aber bereits im Oktober desselben Jahres wieder verließ, um zum GKS Tychy zurückzukehren, mit dem er 2014 und 2016 polnischer Vizemeister und 2015 Meister wurde. Seit 2016 spielt er bei Milton Keynes Lightning in der zweitklassigen britischen English Premier Ice Hockey League, in der er 2017 sowohl die Playoffs als auch den Pokalwettbewerb gewann. Anschließend wechselte er zum GKS Katowice in die Ekstraliga zurück, wo er 2021 seine Karriere beendete.

### International
Für Polen nahm Łopuski im Juniorenbereich an der Division II der U18-Weltmeisterschaft 2002 und der Division I der U18-Weltmeisterschaft 2003 sowie der Division II der U20-Weltmeisterschaft 2004 und der Division I der U20-Weltmeisterschaft 2005 teil.
Sein Debüt in der Herren-Nationalmannschaft gab er bei den Spielen der Division I der Weltmeisterschaft 2006. In den Folgejahren vertrat Łopuski seine Farben bei den Division-I-Turnieren der Weltmeisterschaften 2007, 2009, als er Torschützenkönig des Turniers war, 2010, 2011, 2012, 2014, 2016, 2017 und 2018. Zudem spielte er für Polen bei den Qualifikationsturnieren für die Olympischen Winterspiele 2010 in Vancouver, 2014 in Sotschi und 2018 in Pyeongchang.

## Erfolge
- 2002 Aufstieg in die Division I bei der U18-Weltmeisterschaft der Division II
- 2004 Aufstieg in die Division I bei der U20-Weltmeisterschaft der Division II, Gruppe A
- 2006 Gewinn der tschechischen 1. Liga mit dem HC Slovan Ústí nad Labem
- 2009 Torschützenkönig der Weltmeisterschaft der Division I, Gruppe B
- 2011 Polnischer Meister mit dem KS Cracovia
- 2013 Torschützenkönig der Ekstraliga
- 2014 Aufstieg in die Division I, Gruppe A, bei der Weltmeisterschaft der Division I, Gruppe B
- 2015 Polnischer Meister mit dem GKS Tychy
- 2017 Gewinn der Playoffs und des Pokalwettbewerbs der English Premier Ice Hockey League mit Milton Keynes Lightning

## Statistik
(Stand: Ende der Spielzeit 2020/21)